# فهرست نام‌های خودمانی نیویورک

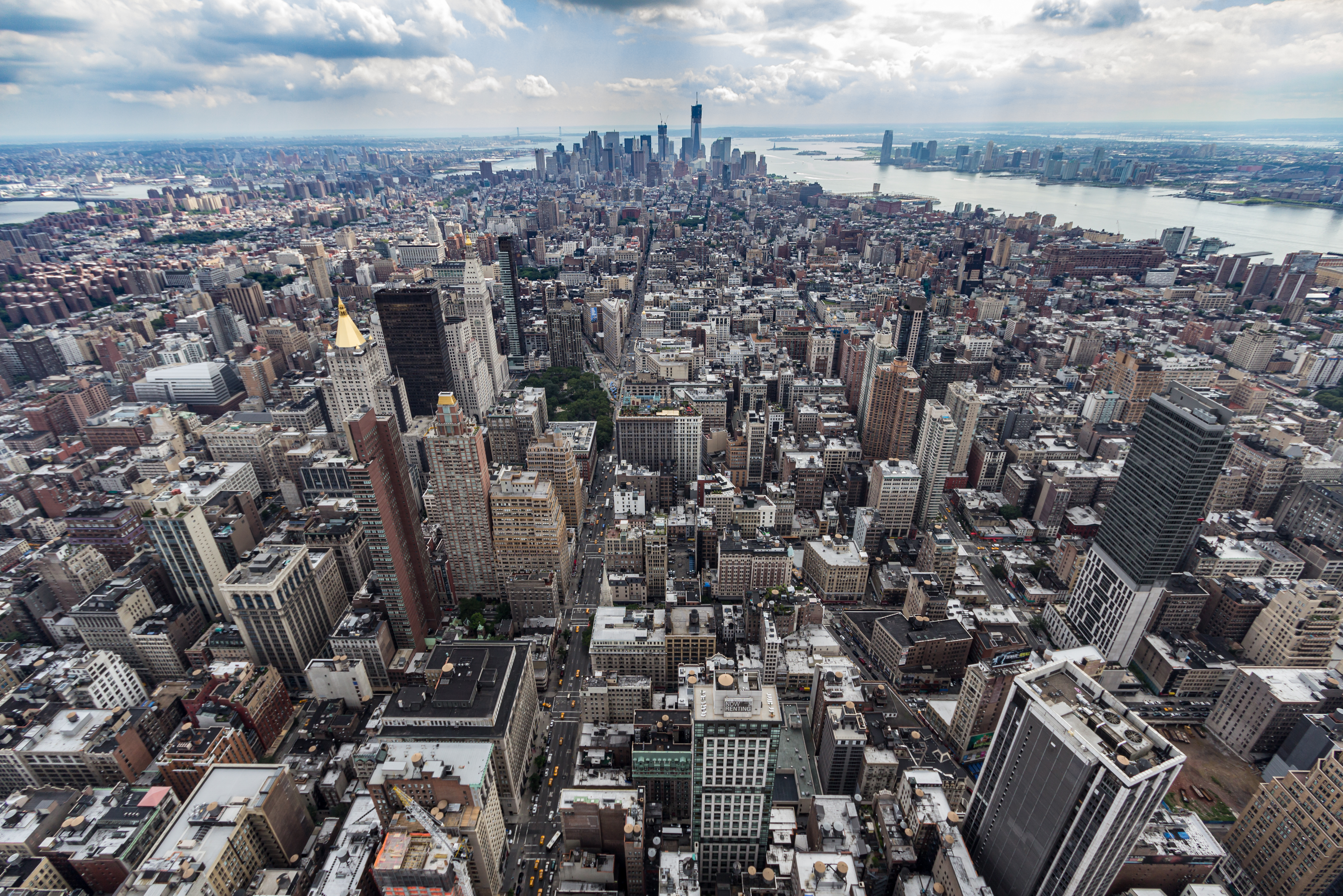
نمایی از شهر نیویورک

نام‌های خودمانی نیویورک مجموعه‌ای از نام‌های خودمانی رسمی و غیررسمی است، که برای اشاره به شهر نیویورک واقع در ایالت نیویورک در ایالات متحده آمریکا استفاده شده‌است. «نیویورک سیتی» به‌طور معمول توسط افراد آمریکایی به کلمات «نیویورک»، «ان‌وای» و «ان‌وای‌سی» خلاصه می‌شود. استفاده از کلماتی چون «د سیتی» و «شهر بزرگ» در بیشتر نیم‌کره غربی برای اشاره به نیویورک متداول است.

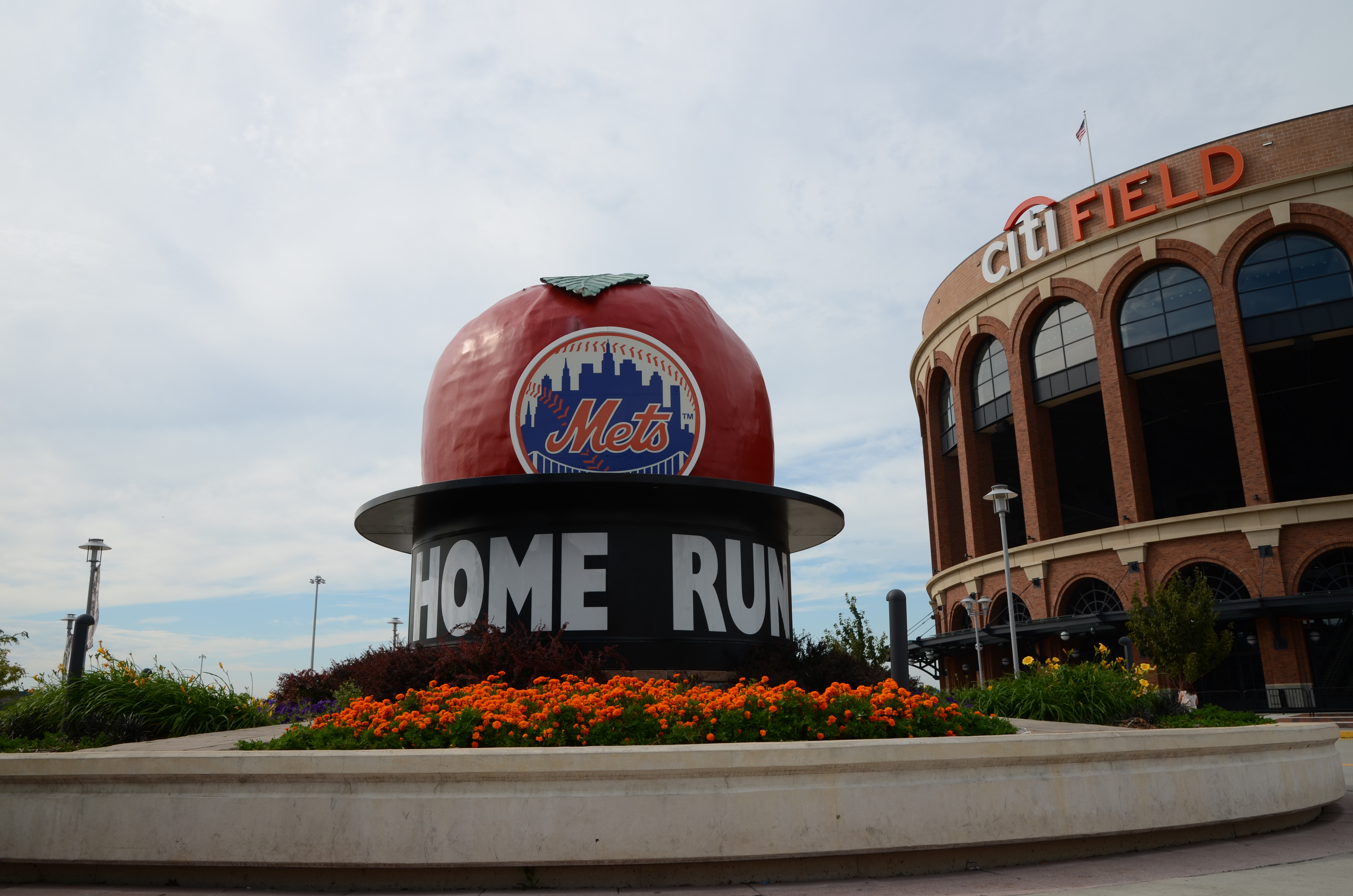
مجسمه سیب در استادیوم سیتی فیلد نیویورک

القابی با قالب‌هایی چون «هنگ کنگ کنار هادسن» و «بغداد روی مترو» نیز دیده‌شده‌است. این نوع القاب در موارد مختلفی برای اشاره به شهرت نیویورک یا تنوع گروه‌های مهاجر در آن استفاده شده‌است.

## نام‌های خودمانی عمده

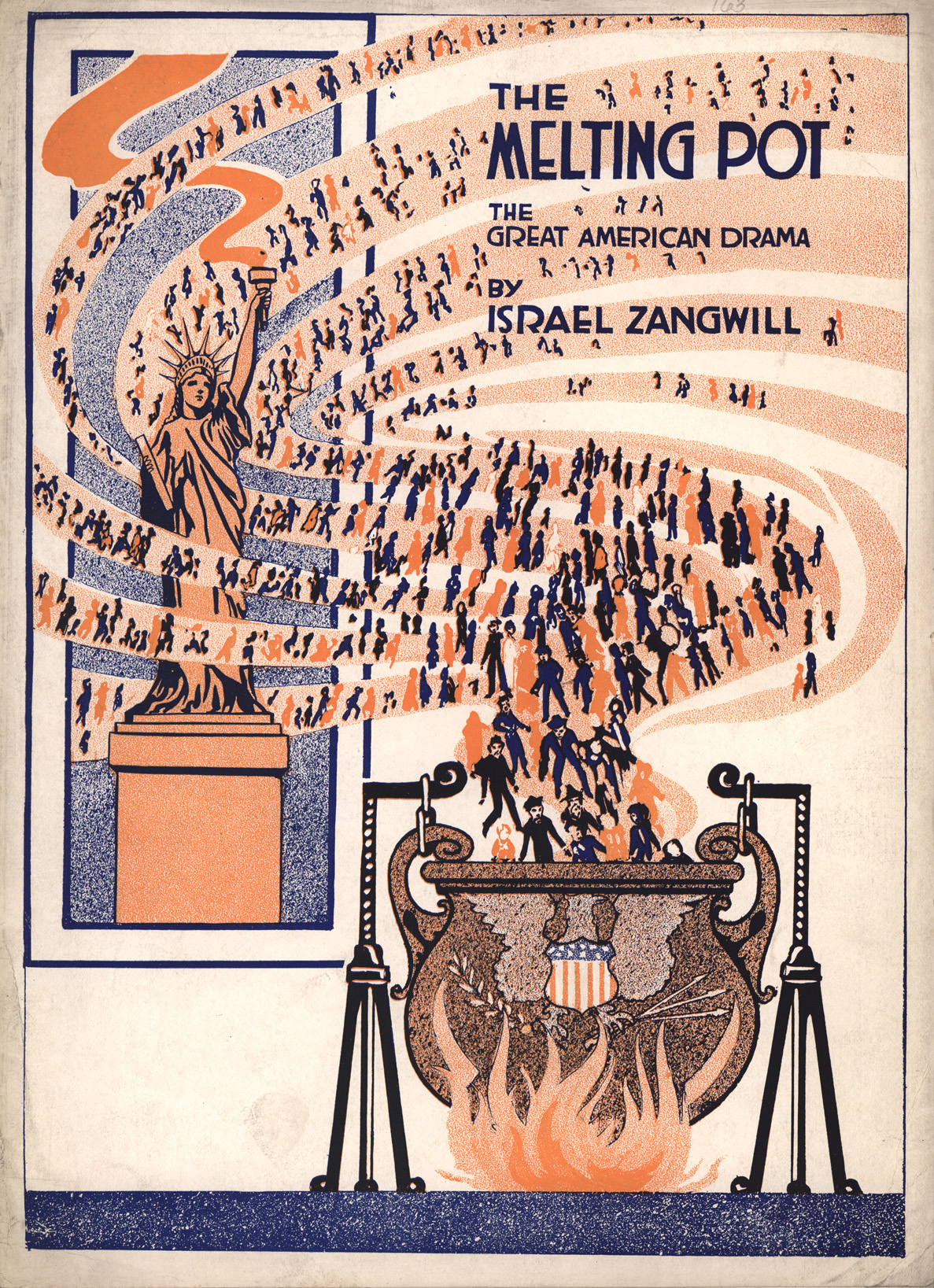
دیگ ذوب استعاری

- «بیگ اپل» یا «سیب بزرگ» (به انگلیسی: The Big Apple): این نام برای اولین بار در دهه ۱۹۲۰ میلادی توسط جان جی. فیتز جرالد استفاده شد و در طول دهه ۱۹۷۰ طی یک کارزار تبلیغاتی بین مردم مرسوم شد.[۳]
- «گاتهام» یا «گاثم» (به انگلیسی: Gotham): این نام ابتدا در سال ۱۸۰۷ توسط واشینگتن اروینگ ابتداع شد و بعد از استفاده گاتهام سیتی در کمیک‌های بتمن از سال ۱۹۴۰ بین مردم مرسوم شد.[۴]
- «نیو آمستردام» (به انگلیسی: New Amsterdam): نام اولیه نیویورک پیش از تصرف توسط انگلستان در سال ۱۶۶۵. این نام توسط مستعمره‌نشینان هلندی بر این شهر نهاده شده‌بود.[۵]
- «پنج بخش» (به انگلیسی: The Five Boroughs): برای اشاره به بخش‌های شهر نیویورک. این بخش‌ها شامل پنج شهرستان سابق‌اند که در سال ۱۸۹۸ به یک‌دیگر پیوستند و نیویورک سیتی را تشکیل دادند. این نام برای تأکید بر این نکته به‌کار می‌رود، که محدوده شهر نیویورک محدود به منهتن یا گسترده به منطقه کلان‌شهری نیویورک نیست.[۶]
- «دیگ ذوب» (به انگلیسی: Melting pot): اشاره به این نکته که مهاجران با فرهنگ‌ها، نژادها و زبان‌های مختلف را گردهم می‌آورد و آن‌ها را در یک جامعه واحد ترکیب می‌کند. این نام برای اشاره به کلیت آمریکا نیز به کار می‌رود، اما کاربرد آن در اجتماع چندفرهنگی نیویورک نمود بیشتر دارد.[۷]
- «مرکز گیتی» (به انگلیسی: The Center of the Universe): به خصوص هنگام یاد کردن از میدان تایمز.[۸]
- «پایتخت جهان» (به انگلیسی: The Capital of the World): نامی که توسط افرادی چون ئی بی وایت، نویسنده نیویورکی، و رودی جولیانی، شهردار سابق نیویورک، ترویج داده شد.[۹]
- «امپایر سیتی» یا «شهر امپراتوری» (به انگلیسی: The Empire City): جرج واشینگتن نیویورک را به دلیل موقعیت جغرافیایی و فرهنگی خاص آن «تخت امپراتور» می‌دانست و در روزنامه‌ای در سال ۱۸۳۶ از این شهر با عنوان «شهر امپراتوری جهان جدید» یاد شد.[۹][۱۰]